# Capul Island
Capul ist der Name einer Insel in der Provinz Northern Samar auf den Philippinen. Sie liegt etwa 28 km vor der Nordwestküste der Insel Samar, an Übergang von der Samar-See in die San-Bernardino-Straße. Die Insel hat eine Fläche von circa 35,56 km² und wird von der gleichnamigen Stadtgemeinde Capul verwaltet.
Capul hat eine langgestreckte elliptische Form mit Länge von 14 km und eine Breite von 5 km. Der Pflanzenwuchs der Insel besteht teilweise aus dichter, tropischer Vegetation, teilweise aber auch aus intensiv landwirtschaftlich genutzten Flächen. Eine touristische Infrastruktur existiert auf der Insel nicht. Im nördlichen Teil der Insel steht ein Leuchtturm, der 1904 in Betrieb genommen wurde.
Die Insel Dalupiri liegt in etwa 18 km östlich und die Naranjo-Inseln in 23 km Entfernung westlich der Insel. Die Insel kann über den Hafen von San Isidro erreicht werden.
Einer Überlieferung zufolge sollen die ersten Siedler der Insel von Java kommend unter der Führung des Königs Abak gestanden haben. Die heutigen Bewohner sprechen immer noch eine andere Sprache als die Bewohner von Samar, diese wird als Inabaknon oder Abak-non bezeichnet. Im 18. Jahrhundert wurde die spanische Festung Fuerza de Capul fertiggestellt.